# Вила Мир
Вила Мир (пуног назива: Маршалова Интимна Резиденција) је резиденцијално здање које се налази у насељу Дедиње у Београду.
Вила Мир, познатија као Овална зграда и Спомен збирка, направљена је крајем седамдесетих година 20. века за доживотног председника СФРЈ Јосипа Броза Тита, али се он у њу никад није уселио. После бомбардовања 1999. године овде се уселио тадашњи председник Југославије Слободан Милошевић са породицом. Милошевић је овде живео све до априла 2001. када је ухапшен и из ње одведен у Централни затвор.
Данас је резиденција актуелног председника Републике Србије Александра Вучића.

## Историја
Зграда је направљена 1979. године и Тито је требало да се усели у њу 22. децембра, на дан ЈНА. За ту прилику је припремљен и специјални кључ са стилизованим бројем 22. Тада је и добила назив Маршалова интимна резиденција. Међутим, ближила се Нова година и Тито је променио планове отишавши на дочек у Карађорђево. Његово здравствено стање се нагло погоршало и пребачен је у љубљанску болницу где је и умро. У Овалну кућу се никада није уселио. Она је 1984. године отворена као спомен-збирка, део Меморијалног комплекса "Јосип Броз Тито".
У време док је за јавност била отворена као музеј, у Овалној кући су били изложени Титови лични предмети и одликовања, а у њеном подруму се налазило око 4.500 поклона непроцењиве вредности које је Тито добијао од страних државника. На другом спрату била је постављена археолошка збирка, на првом су били изложени вредни предмети примењене уметности од сребра и слоноваче, које је Тито добијао од највећих светских државника, а у приземљу су се налазила Титова одликовања из чак 68 земаља.
Крајем фебруара 2017. године у њој се састао државни врх Србије и Републике Српске.